# Max Costa
Massimo Costa, detto Max, noto anche con lo pseudonimo di MC o Max MC Costa (Caracas, 8 maggio 1962), è un musicista e produttore discografico italiano.
È anche un fonico e programmatore, con oltre 200 dischi in cui compare con tale ruolo.

## Biografia
Nato in Venezuela da genitori italiani, fratello del noto bassista Paolo Costa, si è trasferito in Italia alla fine degli anni sessanta. Ha iniziato a lavorare negli studi di registrazione prestissimo, sempre (e ancor oggi) con parecchie apparecchiature autocostruite. È stato uno dei fondatori degli studi Psycho Recording and Sampling di Milano (dove hanno visto la luce gli Elio e le Storie Tese, Luciano Ligabue, Rudy Marra, Pitura Freska e diversi altri e dove è stato realizzato l'ultimo disco della Mahavishnu Orchestra di John McLaughlin).
Premiato con il Latin Grammy Award per il suo lavoro nel disco di Laura Pausini Fatti sentire nel 2018 e sempre con Laura il Latin Grammy Award nel 2005 e il prestigioso Grammy Award per il miglior album Pop latino nel 2006, Resta in ascolto, e diverse candidature ai Latin Grammy Awards oltre che a numerosi riconoscimenti soprattutto per le produzioni di Nek e di John McLaughlin con il quale ha lavorato 17 anni in numerose mansioni ed è presente anche nell'ultimo disco della Mahavishnu Orchestra Adventures in Radioland come registrazioni, mix e programmatore/tastierista. Una curiosità, Max è stato candidato per un Latin Grammy anche come batterista nonostante non suoni la batteria a causa di una citazione come tale in un disco della Pausini.
Ha lavorato con molti artisti italiani e stranieri in Italia e all'estero, partendo dal piccolo studio della WEA di Redecesio di Segrate nel 1979, ha lavorato inizialmente con numerosi artisti della italo dance per poi arrivare al pop, ma anche passando dalla musica elettronica al jazz.
Specializzato nel suono e la sua creazione, Max è anche musicista (tastiere e batterie elettroniche), arrangiatore, fonico, produttore (Elio e le Storie Tese: Cicciput, Studentessi, L'album biango, Figgatta de Blanc, Il circo discutibile) e programmatore di computer; è stato uno dei primissimi a utilizzarli nei brani, partendo dallo ZX80 per poi passare all'Apple II per poi non finire mai di sperimentare nuove tecnologie anche a costo di costruirsele da solo, per questo è anche un conoscitore di diversi linguaggi di programmazione e spesso rilascia il codice come open source. 

### Altri iniziative
Durante gli anni 1990 ha fondato con il padre Piero uno studio pubblicitario e di computer grafica chiamato Pixel Sound dove aveva anche lo studio di registrazione, innovativo ai tempi per la realizzazione di immagini digitali e la creazione del primo driver a 24 Bit per scheda Targa su MacIntosh (all'epoca erano a 256 colori ovvero 8 bit!), mostrato in anteprima mondiale al SIM dei primi anni novanta. La Pixel Sound ha anche realizzato il primo CD multipiattaforma (Mac/PC) e un software per realizzare filmati a passo uno chiamato Framer, utilizzato anche in Inghilterra per la realizzazione di famosi cartoon in plastilina. Nello studio della Pixel Sound vengono realizzati diversi lavori come Vasco Rossi Fronte del palco, numerose masterizzazioni e diversi dischi di John McLaughlin. La Pixel Sound ha chiuso nel 1999 e Max si è dedicato pienamente alla discografia.
Dal 2004 è uno dei due creatori di MFusion, una board PHP (Content management system) multilingua/multicontenuto distribuita come open source, con la quale ha realizzato sumotoy, una specie di comunità virtuale per artisti.
Attualmente Max è impegnato con diversi progetti che utilizzano l'apprendimento profondo e l'intelligenza artificiale applicati alla musica e ai video/fotografie e alla realizzazione di esperienze con la realtà aumentata e realtà virtuale a cui sta lavorando da molto tempo, convinto che il futuro li utilizzi sempre di più.
Con lo pseudonimo SUMOTOY ha creato decine di librerie per microcontroller open source, alcune molto conosciute e utilizzate in centinaia di progetti.

### Periodo Elio e le Storie Tese

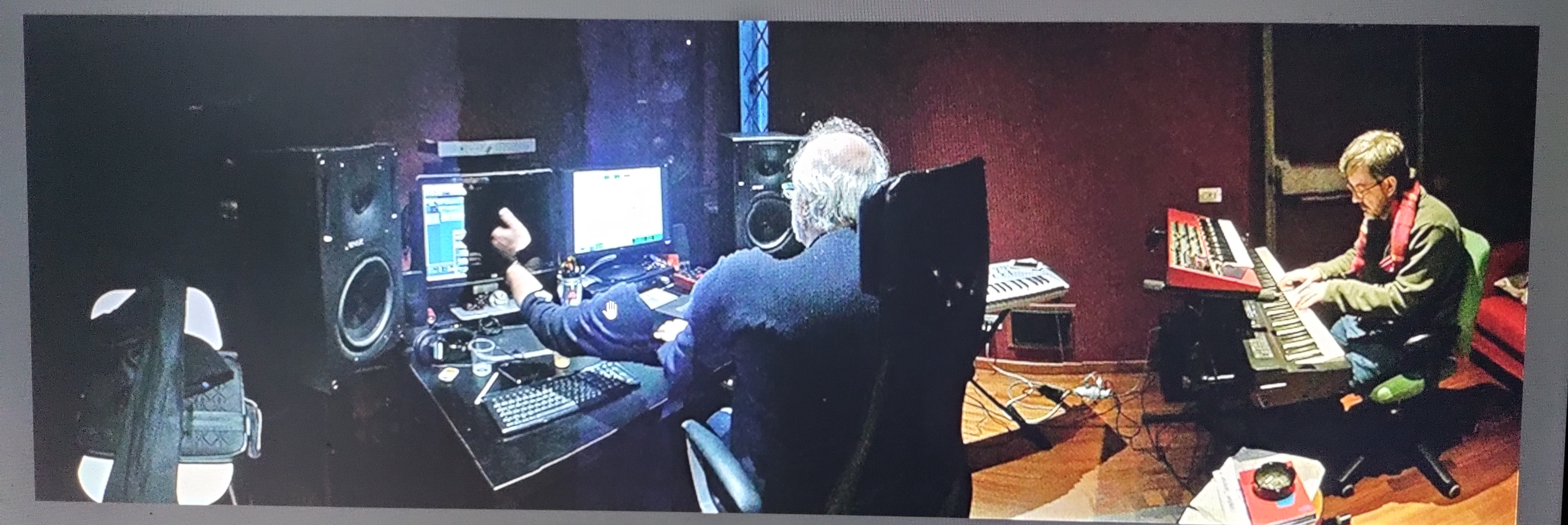
Max Costa e Rocco Tanica durante Figatta de Blanc

Max ha iniziato a lavorare con il gruppo fin dal primo disco Elio Samaga Hukapan Kariyana Turu nel 1989 utilizzando il Fairlight CMI, in questo disco ci sono parecchi contributi che sono finiti nel disco, come il Peperone che fa PAM (che in realtà sono dei bambini cinesi presi da una produzione mai uscita e contenuti nel Fairlight). 
Il secondo disco è stato Italyan, Rum Casusu Çikti del 1992, poi Esco dal mio corpo e ho molta paura (Gli inediti 1979-1986) del 1993 per il quale la sua collaborazione è limitata dato che si tratta prettamente di un Live, nel 1996 è il turno di Eat the Phikis, inizialmente registrato nello studio di Max alla Vetraia di fronte alla mitica Trattoria Toscana, zona Parco delle 2 Basiliche a Milano è stato terminato negli Studi Psycho da Jon Jacobs (che successivamente verrà chiamato da Max per i dischi di Laura Pausini e Nek). In questo disco inizia la vera simbiosi con l'amico di sempre Rocco Tanica e iniziano le imprese impossibili dove producono orchestre usando le attrezzature limitate dell'epoca o per simulare una session dei Beatles su Tapparella, Max apre il registratore multitraccia e col cacciavite cambia tutte le regolazioni a caso. 
Nel 1998 esce Peerla, per questo progetto Max crea il Professor Magneto (uno dei tanti personaggi creati nelle pazze nottate insieme a Tanica), anche se questo disco c'è un intenso lavoro con Sergio Conforti (Rocco Tanica) alcuni brani sono tratti da vecchi lavori nel cassetto. 
Il disco successivo Craccracriccrecr del 1999 vede la scomparsa dell'amico Feiez, conosciuto ben prima del gruppo Elio e le Storie Tese, un disco molto sofferto dove l'amico scomparso è sempre presente. In questo disco spicca Evviva/La visione dove Max utilizza parecchie tastiere e suoni elettronici e un innovativo mix che all'epoca era 'troppo' avanti (il pompaggio molto in voga oggi, ndr), in quel brano compare per la prima volta la sua futura moglie, Yukari, che emette un Bip con la voce. La bella canzone di una volta è stato completamente realizzato (a parte la voce) su un E-mu Emulator IV ed è stato mixato direttamente dal campionatore passandolo senza alcun processo assieme alla voce, di fatto non esiste il multitraccia. Farmacista spicca l'uso di Orchestre sinfoniche pazientemente realizzate dal duo Max/Tanica, Caro 2000 è una ballata nella quale si sente tutta la mancanza del Paolone, Discomusic, singolo prettamente Disco, Che felicità realizzata non senza difficoltà con Giorgio Bracardi che come suo solito era incontenibile e altri brani, questo è anche l'ultimo disco con il vecchio produttore e fondatore dello Psycho, Claudio Dentes alias Otar Belivecic che per ragioni finanziarie viene allontanato dal gruppo (prima ancora Max aveva chiuso per altre ragioni). Una curiosità, Max introduce il gruppo alla jungle e nasce la parola Uollano (in gergo What I know) utilizzata anche per dare nome al Tour (Uollano Tour) .
È il 2003 e il gruppo non ha una vera sede e non dispone più dello studio, chiedono aiuto a Max il quale co-produce il nuovo lavoro Cicciput partendo da casa sua (in via Giordano Bruno, immortalata nel video Fossi figo) per poi terminarlo nelle Officine Meccaniche. Il disco è realizzato con cura maniacale, un brano in particolare, Pagàno è stato realizzato inizialmente con mezzi di fortuna ma Max ha passato due mesi di post-produzione certosina e per lungo tempo è stato un riferimento per diverse riviste audio del settore Hi-Fi.
Nel 2008 è la volta di Studentessi, il primo album del gruppo interamente realizzato nel nuovo quartier generale del complessino in via Folli a Milano, nel Villino FRANCn, sempre co-prodotto da Max. Il disco ha richiesto parecchio tempo dato che nel periodo è successo di tutto, compresa l'autosospensione temporanea di Rocco Tanica per motivi personali piuttosto gravi. 
Nel 2013 è la volta del L'album biango (sempre co-prodotto da Max) nel quale spicca La canzone mononota che contiene difficoltà tecniche sia di esecuzione sia di realizzazione incredibili, dove Elio canta solo il Do mentre tutta la base ha accordi di tutti i tipi e contiene praticamente ogni genere di strumento. 
Il 2016 è l'anno di Figgatta de Blanc, co-prodotto da Max ma anche sancisce il ritorno di Otar anche se temporaneamente. In questo disco Max lavora di nuovo in coppia con Rocco Tanica negli studi del Villino FRANCn mentre gli altri lavorano ad altri pezzi in un altro studio, un esempio è She Wants (interamente realizzata dal duo Max/Tanica batteria compresa), China disco bar (con la sezione d'orchestra finale interamente realizzata da Jantoman/Max), Il primo giorno di scuola (dove c'è il figlio di Max, Haru che esordisce con un 'Hi Hi'), Vincere l'odio originalmente realizzata per Sanremo, gli altri realizzano le basi alle Officine Meccaniche e le passano al duo per realizzare le tastiere, un diverso modus operandi. Nello stesso modo alcuni brani tornano alle Officine per venire mixati da Foffo Bianchi e Daniele Lanzara. Questo disco sancisce l'incrinamento dei rapporti (ma non dell'amicizia) con il resto del gruppo, segno che qualcosa sta cambiando nell'aria.
Nel 2018 il gruppo decide di sciogliersi e pubblica un disco dal vivo, in contrasto con il vecchio produttore per motivi personali Max decide di non venire coinvolto e come ultimo lascito del duo Max/Tanica ecco Il circo discutibile, interamente realizzato dai due (da un provino di Rocco Tanica realizzato per un altro progetto e registrato da Daniele Lanzara) e poi successivamente coinvolti gli altri del gruppo, tastiere, testo e musica di Rocco, batteria, programmazione, registrazione e mix di MC, forse l'addio alle collaborazioni per futuri altri dischi del complessino?
I dischi con Elio non sono stati i soli progetti, la collaborazione si è estesa in tante altre attività, compilation, colonne sonore, singoli, brani per Radio DeeJay, brani per la TV, promo e attività per il sociale.

## Vita privata
È sposato dal 2003 con Yukari Nagataka, nel 2008 ha avuto un figlio, Haru. Vive insieme al padre pittore, Piero Costa nella vecchia casa di famiglia nel Mantovano, sul fiume Po.